# Elżbiecin, Warmińsko-Mazurskie
Elbiecin [ɛlʐˈbjɛt͡ɕin] (tiếng Đức: Lisettenhof)  là một khu định cư ở quận hành chính của Gmina Braniewo, trong huyệnBraniewski, Warmińsko-Mazurskie, ở miền bắc Ba Lan, gần biên giới với Kaliningrad của Nga. Nó nằm khoảng 3 kilômét (2 mi)   về phía tây của Braniewo và 81 km (50 mi) phía tây bắc của thủ đô khu vực Olsztyn.